# التحالف الآسيوي لحقوق الإسكان
التحالف الآسيوي لحقوق الإسكان (ACHR) عبارة عن شبكة من المنظمات المجتمعية في آسيا تعمل على القضايا المتعلقة بالفقر الحضري والأحياء الفقيرة وترقية الأحياء الفقيرة. وهي تدعم المجموعات ذات الدخل المنخفض والفئات المهمشة الأخرى التي تعيش في المدن و قادرين على المساهمة في التنمية الحضرية.

## الأهداف
يركز المركز على دعم إنشاء وتطوير المنظمات الشعبية للفقراء، الذين يستطيعون الدعوة بشكل فعال إلى اصلاح السكن والأراضي. عادة ما يتم تشكيل هذه المنظمات كمجموعات ادخار على مستوى الحي . يزود المركز  هذه المنظمات بالدعم الفني، مثل المهندسين المعماريين والمخططين الحضريين الذين يمكن أن يساعدوا الفقراء على التخطيط لظروفهم المعيشية ووضع خطط شاملة للرفع من  مستواهم . عادة ما تجمع هذه  المجتمعات مدخراتها في صناديق تنمية المدن(CDFs)، والتي تتيح لها الاستفادة من التمويل العام من الحكومات الوطنية والمحلية، أو حتى من قبل المانحين الدوليين. و هذا يسمح للمجتمعات بتنفيذ مشاريع إنمائية أكبر بكثير.
و من خلال ربط سكان المستوطنات غير الرسمية في المستوطنة والمدينة والبلد وعلى النطاق الإقليمي، وفر المركز محطة للفقراء الحضر للتأثير على السياسات والبرامج. في تايلاند، على سبيل المثال، ساعد المركز  المجتمعات ذات الدخل المنخفض على التفاوض بشأن ترتيبات تقاسم الأراضي أو تأجير الأراضي مع السلطة المحلية وملاك الأراضي الخاصة، ثم الوصول إلى قروض الإسكان منخفضة التكلفة ودعم البنية التحتية لترقية أحيائهم. والهدف من ذلك هو مساعدة مستمليكي الأراضي على الحصول على القيمة التجارية لأراضيهم مع الحد من الفقر والضعف الحضري.
يجب التمييز بين التركيز على التمويل المجتمعي و التمويل الاصغر. تقرر المجموعات المحلية بشكل جماعي كيفية استخدام مدخراتها لتحقيق الأهداف العامة والخاصة. يعزز رأس المال الجماعي رأس المال الاجتماعي للمجموعة، وينمو الاثنان معًا. هذا الجانب الجماعي غير موجود في التمويل الأصغر، حيث يتم التركيز على الوصول الفردي إلى الائتمان وسداد القروض، وليس على تحقيق الأولويات الجماعية أو معالجة القضايا الهيكلية التي تسبب الفقر. و مول المركز التبادلات بين المستوطنات غير الرسمية والمدن والبلدان للسماح لفقراء الحضر بتبادل قصص النجاح والدروس المستفادة في جميع أنحاء المدن الآسيوية. وهذا يسمح بتكرار الابتكارات الناجحة، بما في ذلك صناديق تنمية المدن.

## التحالف الآسيوي للعمل المجتمعي
لقد كان التحالف الآسيوي للعمل المجتمعي (ACCA) ، أحد العناصر الرئيسية لعمل التحالف الاسيوي لحقوق الإسكان على مدار السنوات الأخيرة، وهو صندوق يدعم المنظمات المحلية من خلال التبادلات المهنية والمنح أو القروض في 165 مدينة و 19 دولة آسيوية. مكّن برنامج جمعية المحاسبين القانونيين المعتمدين (ACCA) من توسيع وتطور عمليات الادخار، بحيث تمكنت المجموعات المحلية من تقديم منتجات مالية أكثر تطوراً: مدخرات طويلة الأجل للإسكان، وحسابات الادخار التي تحقق الفوائد، وخطط التأمين والرفاه، والقروض لكل من سبل العيش الفردية والمجتمعية.
في معظم البلدان، بدأت عملية التوفير ACCA بمجموعات غير رسمية. ومع ذلك، تم تطوير هياكل أكثر رسمية في العديد من الأماكن. في تايلاند، اضطرت مجموعات الادخار إلى التسجيل كتعاونيات إسكانية، بينما في الفلبين، كان على مجموعات الادخار التسجيل كجمعيات لأصحاب المنازل أو جمعيات مجتمعية. في كمبوديا، لا تزال الحركة غير منظمة. في جميع الحالات، سعت شبكات الادخار إلى التعاون مع مستويات متعددة من الحكومة للتأثير على تقسيم المناطق واستخدام الأراضي وقوانين البناء، وكذلك للتفاوض على الحصول على الأراضي والمعونات.

## الهيئة الإدارية
تأسس التحالف الاسيوي لحقوق الإسكان  في عام 1989. في بانكوك. الأمين العام هو سومسوك بونيابانشا، الذي كان يشغل سابقًا منصب مدير معهد تنمية المنظمات المجتمعية (CODI)  في تايلاند. لدى التحالف علاقات وثيقة مع حركة سكان الأحياء الفقيرة الدولية، حيث دعمت مبادرة التنمية المستدامة لبدء خطط الادخار، وتشكيل اتحادات الأحياء الفقيرة المحلية وإقامة حوارات مع الحكومات البلدية والوطنية حول قضايا مثل الصرف الصحي والمياه وإعادة التوطين.

## روابط اضافية
Official website